# Samoa Occidentali ai Giochi della XXIII Olimpiade
Samoa ha partecipato alle Giochi della XXIII Olimpiade di Los Angeles, per la prima volta nella sua storia, ma senza aggiudicarsi alcuna medaglia. Il paese è stato rappresentato da otto atleti che hanno partecipato a gare di boxe, atletica e sollevamento pesi.

## Atletica leggera
- William Fong nei 100 ad ostacoli
- Henry Smith nel getto del peso e lancio del disco

## Pugilato
- Apel Ioane 	63,5 kg
- Salulolo Aumua 	71 kg
- Paulo Tuvalu 	75 kg
- Loi Faeteete 91 kg

## Sollevamento pesi
| Atleta       | Categoria | Peso  | Strappo | Strappo | Strappo | Slancio | Slancio | Slancio | Solo | Posto |
| Atleta       | Categoria | Peso  | 1       | 2       | 3       | 1       | 2       | 3       | Solo | Posto |
| ------------ | --------- | ----- | ------- | ------- | ------- | ------- | ------- | ------- | ---- | ----- |
| Emil Hach    | 90 kg     | 89,35 | 117.5   | 117.5   | 117.5   | 152.5   | 162.5   | 162.5   | 270  | 22    |
| Zion Sialaoa | 100 kg    | 98,85 | 120     | 125     | 130     | 155     | 160     | 160     | 280  | 11    |